# روبرت موريس
روبرت موريس الابن (بالإنجليزية: Robert Morris)‏ (20 يناير 1734 - 8 مايو 1806)، كان تاجرًا انجليزيًا ومن الآباء المؤسسين للولايات المتحدة. عمل عضوًا في الهيئة التشريعية لولاية بنسلفانيا، والكونغرس القاري الثاني، ومجلس الشيوخ في الولايات المتحدة، وكان من الموقعين على إعلان الاستقلال ودستور الولايات المتحدة. وفي الفترة من 1781 إلى 1784، عمل كمراقب مالي للولايات المتحدة، وأصبح يعرف باسم ممول الثورة. وإلى جانب ألكسندر هاملتون وألبرت جالاتين، ينظر إليه باعتباره أحد مؤسسي النظام المالي في الولايات المتحدة.
هاجر موريس الذي ولد في ليفربول إلى الولايات المتحدة في سن المراهقة ليصبح شريكًا في شركة شحن ناجحة مقرها فيلادلفيا. في أعقاب الحرب الفرنسية والهندية، انضم موريس إلى تجار آخرين في معارضة السياسات الضريبية البريطانية مثل قانون الطابع لعام 1765. بعد اندلاع الحرب الثورية الأميركية، ساعد في شراء الأسلحة والذخائر لصالح القضية الثورية، وفي أواخر عام 1775 اختير مندوبًا للمؤتمر القاري الثاني. وبصفته عضوًا في الكونغرس، عمل في اللجنة السرية للتجارة، التي تولت تدبير الإمدادات، ولجنة المراسلات، التي تولت الشؤون الخارجية، ولجنة البحرية. كان عضوًا قياديًا في الكونغرس حتى استقال عام 1778. وبعد خروجه من منصبه عاد موريس إلى التركيز على مسيرته المهنية التجارية وفاز في انتخابات جمعية ولاية بنسلفانيا العامة، وأصبح زعيمًا للفصيل الجمهوري الذي سعى إلى تعديل دستور بنسلفانيا.
في مواجهة الموقف المالي الصعب في الحرب الثورية الجارية، قرر الكونغرس في عام 1781 إنشاء منصب المراقب المالي للإشراف على الأمور المالية. وقبل موريس التعيين كمراقب للمالية وعمل أيضًا كوكيل لمشاة البحرية، التي كان يسيطر منها على القوات البحرية القارية. ساعد في توفير الإمدادات للجيش القاري تحت قيادة الجنرال جورج واشنطن، الأمر الذي مكن واشنطن من تحقيق النصر الحاسم في معركة يوركتاون. عمل موريس على إصلاح عقود الحكومة وأنشأ بنك أمريكا الشمالية، وهو أول بنك يعمل في الولايات المتحدة. رأى موريس أن الحكومة الوطنية لن تكون قادرة على تحقيق الاستقرار المالي دون سلطة فرض الضرائب والرسوم الجمركية، لكنه لم يتمكن من إقناع جميع الولايات الثلاث عشرة بالموافقة على تعديل مواد الكونفدرالية. بسبب إحباطه إزاء ضعف الحكومة الوطنية، استقال موريس من منصب مراقب المالية في عام 1784.
في عام 1787 اختير موريس كمندوب لاتفاقية فيلادلفيا التي كتبت دستورًا جديدًا للولايات المتحدة. نادرًا ما تحدث موريس أثناء المؤتمر، لكن الدستور الذي أنتجته المعاهدة عكس العديد من أفكاره. ساعد موريس وحلفاؤه في ضمان تصديق بنسلفانيا على الدستور الجديد، وتمت المصادقة على الوثيقة من قبل العدد المطلوب من الولايات بحلول نهاية عام 1788. في وقت لاحق، انتخبت الهيئة التشريعية في بنسلفانيا موريس واحدًا من ممثليها في مجلس الشيوخ الأمريكي. رفض موريس عرض واشنطن عليه بأن يكون أول وزير خزانة للبلاد واقترح بدلًا من ذلك تعيين ألكسندر هاملتون لتولي هذا المنصب وهو ما حصل بالفعل.

## مستهل حياته
ولد موريس في مدينة ليفربول الإنجليزية، في 20 يناير عام 1734. كان والداه روبرت موريس يعمل في شركة شحن، وزجته أليبيت مورفيت؛ يخلص كاتب سيرة تشارلز رابليي إلى أن موريس ربما ولد خارج رباط الزواج. وحتى بلغ سن الثالثة عشرة، تربى موريس على يد جدته في إنجلترا. في عام 1747، هاجر موريس إلى بلدة أكسفورد بميريلاند، حيث كان والده يعمل في تجارة التبغ. وبعد عامين، أرسله والده إلى فيلادلفيا، التي كانت فيما بعد أكثر المدن اكتظاظًا بالسكان في أمريكا الشمالية البريطانية حيث عاش موريس تحت رعاية صديق والده تشارلز جرينوواي.

### مسيرته كتاجر
رتب جرينوواي ليتحول موريس إلى متدرب في شركة الشحن والبنوك التجارية التابعة لشركة تشارلز ويلنغ التجارية. وفي عام 1750، توفي روبرت موريس بسبب إصابته بجرح، تاركًا معظم ممتلكاته الكبيرة لابنه. سافر موريس إلى موانئ الكاريبي لتوسيع أعمال الشركة، واكتفى بالمعرفة بالتجارة وبالعملات المختلفة المستخدمة في تبادل السلع. صادق توماس ويلنغ، الابن الأكبر لتشارلز ويلنغ الذي كان أكبر بسنتين من موريس والذي، مثل موريس، قسّم حياته بين انكلترا وأمريكا الشمالية البريطانية. توفي تشارلز ويلنغ في عام 1754، وفي عام 1754 جعل توماس موريس شريكا كاملا في شركة ويلنغ موريس وشركائه التي أعيد تسميتها.
كانت شركة موريس للشحن واحدة من العديد من الشركات المماثلة التي تعمل في فيلادلفيا، لكن شركة ويلنغ موريس وشركائه استخدمت وأدخلت العديد من الاستراتيجيات المبتكرة. عملت الشركة مع شركات الشحن الأخرى لتأمين السفن، وتوسيع نطاق التجارة مع الهند بشكل كبير، وقللت من قيمة المشاريع الحكومية من خلال السندات. تاجرت سفن الشركة مع الهند، وبلاد الشام، وجزر الهند الغربية، وكوبا، وإسبانيا، وإيطاليا. عمل الشركة في الاستيراد والتصدير جعلها واحدة من أكثر الأعمال ازدهارًا في بنسلفانيا.

## حياته الخاصة والعائلية
في أوائل عام 1769، تزوج موريس في سن 35 عامًا من ماري وايت البالغة من العمر 20 عامًا، ابنة محام ثري مرموق ومالك أراض. أنجبت ماري أول طفل من بين سبعة أطفال في ديسمبر 1769. عاش موريس وأسرته في شارع فرونت في فيلادلفيا وامتلكوا منزلًا ثانيًا على نهر شويلكيل شمال غرب المدينة. اشترى لاحقًا منزلًا ريفيا آخر، اسمه موريسفيل، وكان يقع على نهر ديلاوير من ترنتون بنيوجيرسي. تعبدت عائلته في كنيسة المسيح الإنجليكانية التي حضرها أيضًا بنجامين فرانكلين وتوماس ويلنغ وغيرهم من كبار مواطني فيلادلفيا. كانت عائلة موريس توظف العديد من العمال المحليين واحتفظت بالعديد من العبيد.
بالإضافة إلى الأطفال الذين أنجبهم من ماري وايت، أنجب موريس ابنته بولي، التي ولدت خارج إطار الزواج في عام 1763. دعم موريس بولي ماليًّا وبقي على اتصال معها طوال حياتها البالغة. ساند موريس أخًا غير شقيق أصغر منه سنًّا يدعى توماس، أنجبه والد موريس خارج رباط الزوجية قبل وفاته بفترة وجيزة. في نهاية المطاف أصبح توماس شريكًا في شركة موريس للنقل البحري.

## حياته التجارية لاحقًا
أعاد موريس التركيز على التجارة بعد مغادرته منصبه كمراقب مالي، سعيًا منه على وجه الخصوص لتوسيع دوره في تجارة التبغ. بدأ يعاني من مشاكل مالية في أواخر الثمانينات بعد أن رفض شريك تجاري بالخطأ الوفاء بفواتير أصدرها موريس، ما جعله يتخلف عن سداد القرض. وفي عام 1784 كان موريس جزءًا من نقابة دعمت إبحار سفينة إمبراطورة الصين (1783) لصالح التجارة الصينية. وكجزء من الجهود الرامية إلى سداد ديون فرنسا للقروض التي مولت الحرب، تعاقد موريس على تقديم 20 ألف برميل من التبغ سنويًا لفرنسا بداية من عام 1785. بعد توقيع هذه العقود بوقت قصير، أخذ السفير توماس جيفرسون على عاتقه التدخل في هذه الترتيبات التي أدت إلى انهيار سوق التبغ. لم يضر هذا بموريس فقط، إذ أجبر التاج الفرنسي على البحث في مكان آخر عن إيرادات ضريبية، وكان ذلك منشأ الثورة الفرنسية.

## وصلات خارجية
- روبرت موريس على موقع الموسوعة البريطانية (الإنجليزية)
- روبرت موريس على موقع إن إن دي بي (الإنجليزية)